# ロボッタン
『ロボッタン』は、1961年（昭和36年）2月6日から12月25日までTBS系列局で放送された、ミュージカル仕立ての着ぐるみ人形劇による子供向け番組。全47回。日本冷蔵（現・ニチレイ）の一社提供。放送時間は毎週月曜 18:15 - 18:45 (JST) 。
タイトルは似ているが、後にフジテレビ系列局や日本テレビ系列局で放送されたテレビアニメ『ロボタン』とは無関係。

## 内容
動物たちが平和に暮らすロボッタン村が舞台。子グマのプーを主人公に、友達である子ウサギのピョン、子ゾウのゾゾたちが活躍する。1話完結で、プーが夢の中で、博士が開発したロケットに乗って火星に行き、火星人たちに攻撃されそうになったり、ロボッタン村に電車が開通して住民たちが旅行に出たり、あるいは村に風邪が大流行して町の大学から飛行機で薬を送ってもらうなど、多様な設定が為された。
一方、プーは孤児で両親がなく、放送の初めの方で、博士がプーには秘密のうちに、シロクマの女性の毛色を黒く変えてプーの母として紹介する。プーはすっかり母と信じて楽しい日々を過ごすが、放送の終盤では色が落ちて彼女はシロクマに戻ってしまう。一度は反発するプーだったが、やはりこれまでどおり母と慕うようになる。
登場するキャラクターのせりふは普通の会話が多かったが、しばしば歌が挿入され、ミュージカル的な一面があった。

## スーツアクター
スーツアクター主に三輝容子モダン・バレエ団のメンバーが担当した。
- 山羊の局長 - 高柳和郎[1]
- カンガルーのバック - 江崎司[1]
- カバのダン子 - 浅井令子[1]
- 子兎のピョン -田柳雅子[1]
- 犬のテル - 宮代勝弘[1]
- 猿のキキ - 岡野行宏[1]
- もぐらのもぐ爺 - 平林章三[1]
- ふくろうのホーホー博士 - 永田千春[1]
- クマのプー：広瀬有子[1]
- ゾウのゾゾ：加藤ふみえ[1]

## 声の出演
- 山羊の局長 - 太宰久雄[1]
- カンガルーのバック - 田村錦人[1]
- カバのダン子 - 武智豊子[1]
- 子兎のピョン - 小桜京子[1]
- 犬のテル - 金原亭馬生[1]
- 猿のキキ - 桂伸治[1]
- もぐらのもぐ爺 - 山田巳之助[1]
- ふくろうのホーホー博士 - 柳家小さん[1]
- クマのプー：大山のぶ代[1]
- ゾウのゾゾ：桜京美[1]
- 千葉信男
- 寺島信子

## スタッフ
- 脚本 - 江上照彦[1]、伊馬春部、森昌二
- 人形デザイン - 太田じろう[1]
- 音楽 - 冨田勲[1]
- 振付 - 真田和夫[1]
- 装置 - 三林亮太郎[1]
- 演出 - 鵜飼宏明[1]

## 批判
先行して放送されていたNHK総合テレビの着ぐるみ人形劇番組『ブーフーウー』の模倣番組であると批判があったが、TBS側は「形は似ていても内容は違う。企画は1年以上前のもので模倣ではない」と反論した。
雑誌「新婦人」によれば『ブーフーウー』の作者である飯沢匡が両方の番組に出演している大山のぶ代に対し、「同じような番組に出るなんて」と説教をしたと報じている。

## 受賞歴
- 昭和35年フジフィルム・テレビ映画技術賞 - ローコントラスト・ポジフィルム反転処理法によるキネコ映像の高画質化技術導入[3]。